# یژی کلمپل
یژی کلمپل (انگلیسی: Jerzy Klempel; ۲۳ آوریل ۱۹۵۳ – ۲۸ مهٔ ۲۰۰۴) بازیکن هندبال اهل لهستان بود.